# 兎束武雄
兎束 武雄（うづか たけお、1899年（明治32年）10月6日  - 1969年（昭和44年）9月18日）日本の音楽家、教育者。バイオリニストで元東京芸術大学教授の兎束龍夫は実弟。

## 経歴
長野県上田市松尾町の銀行家兎束鐘一郎の長男として生まれる。1912年（大正元年）3月上田尋常小学校卒業。1919年（大正8年）3月旧制東京芝高輪中学校卒業、4月旧制青山学院入学。在学中に東京楽器研究所入所（山田耕筰主宰）セロ科3年修了。その後も山田耕筰のもとで学ぶ。東洋音楽学校（現東京音楽大学）中退。
1921年（大正10年）志願兵として高田輜重大隊入隊。1922年（大正11年）関東大震災で山田耕筰のオーケストラが解散となり上田へ帰郷。1924年（大正13年4月）旧制岩村田高等女学校（現長野県岩村田高等学校）の音楽指導を兼務。1932年（昭和7年）2月上海事変応召（北支10ケ月）。1933年（昭和8年）関西水害義援金を募るコンサート開催のため「からたち合唱団」結成。結成時の練会場は上田市の梅花幼稚園であった。命名由来は梅花幼稚園の生け垣がからたちであったことにより、上田市初の混声合唱団として現在まで活動を継続している。1939年（昭和14年）5月より支那事変応召再び北支へ。1943年（昭和18年）音楽の授業は戦争により圧迫され軍需会社三童製作所に入社、生産課長、勤労課長となる。この時期、旧制飯山中学（現長野県飯山高等学校）や旧制上田中学（現長野県上田高等学校）に嘱託勤務で音楽を指導する。
1945年（昭和20年）11月上田市で戦後初のクラシック演奏会開催（上田市役所等主宰からたち会後援）、1946年（昭和21年）長野県上田高等学校教諭（音楽担当）。1951年（昭和26年）大阪市立大学グリークラブとからたち合唱団の合同演奏会をスタートさせる。1960年（昭和35年）上田城南高等学校（現上田西高等学校）教諭（音楽担当）。退職後は1963年（昭和38年）4月から1969年（昭和44年）7月まで上田市公民館長に就任した。1964年（昭和39年）弟の兎束龍夫率いる芸大オーケストラを上田に招き、ベートーベンの第九交響曲の初演奏会を実現した。1969年（昭和44年）9月18日上田市にて病没。

## 作曲
- 信濃防人の歌 （歌詞万葉集より）
- 信濃の山々
- 山本五十六 （会津八一 作詞）
- 故松尾氏のために （遠藤恭介 作詞）
- 上田高等学校学芸祭の歌
- 丸子実業高等学校（現　丸子修学館高等学校）校歌 （丸子実業高等学校国語科 作詞）
- 上田城南高等学校（現　上田西高等学校）校歌 （野上彰　作詞）等